# Bellino Ghirard
Bellino Giusto Ghirard (ur. 22 maja 1935 w Seyches, zm. 26 lipca 2013 w Agen) – francuski duchowny katolicki, biskup. Święcenia kapłańskie przyjął w 1962 roku, zaś w 1990 został mianowany przez papieża Jana Pawła II biskupem koadiutorem diecezji Rodez. Kierowanie diecezją przejął w 1991 roku. W 2011 złożył rezygnację ze względu na wiek. Zmarł w 2013 roku w wieku 78 lat.